# 공학도면

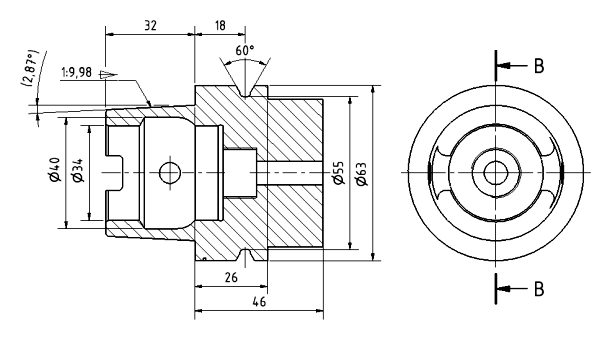
공작기계 부품의 공학도면

공학도면 또는 엔지니어링 드로잉(Engineering drawing)은 객체에 대한 정보를 전달하는 데 사용되는 기술제도 유형이다. 일반적인 용도는 구성 요소 구성에 필요한 형상을 지정하는 것이며 상세 도면(detail drawing)이라고 한다. 일반적으로 간단한 부품이라도 완전히 규정하려면 여러 개의 도면이 필요하다. 도면은 후속 세부 구성 요소의 도면 번호, 필요한 수량, 건축 자재 및 개별 항목을 찾는 데 사용할 수 있는 3D 이미지를 제공하는 마스터 도면 또는 조립 도면으로 함께 연결된다. 대부분 그림문자로 구성되어 있으나 간결성을 위해 약어와 기호를 사용하고, 필요한 정보를 전달하기 위해 추가적인 텍스트 설명도 제공할 수 있다.
공학도면을 제작하는 과정을 흔히 기술 도면 또는 제도(draughting)라고 한다. 도면에는 일반적으로 구성 요소의 여러 보기가 포함되어 있지만 추가 설명을 위해 추가 스크래치 보기가 세부 사항에 추가될 수 있다. 일반적으로 요구사항인 정보만 지정된다. 치수와 같은 주요 정보는 일반적으로 도면의 한 위치에만 지정되어 중복 및 불일치 가능성을 방지한다. 부품이 제조되고 기능할 수 있도록 임계 치수에 대해 적절한 공차가 제공된다. 공학도면에 제공된 정보를 기반으로 보다 자세한 생산 도면을 생성할 수 있다. 도면에는 도면 작성자, 승인자, 치수 단위, 뷰(view)의 의미, 도면 제목 및 도면 번호가 포함된 정보 상자 또는 제목 블록이 있다.

## 같이 보기
- 평면도
- 화법기하학
- 문서 관리 시스템
- 기하공차
- 시방서